# Массі (острів)
Массі (англ. Massey Island) — острів Канадського Арктичного архіпелагу. Також входить до групи Острови Королеви Єлизавети та до групи островів Архіпелаг Паррі. Станом на 2012 рік — безлюдний.

## Географія
Площа острова становить 432 км². Довжина берегової лінії — 113 км. Острів має форму витягнутого прямокутника. Довжина (із заходу на схід) становить 46 км, найбльша ширина (з півночі на південь) — 11,4 км. Острів трохи звужується на захід, де його ширина зменшується до 8,5 км. Ландшафт острова низовинний на узбережжі із плато висотою від 100 до 210 м у внутрішній частині.
Найменший у групі з 4 великих островів — Алегзандер, Мессі, Ваньє, Камерон, які простягаються на північ уздовж західного узбережжя острова Батерст. Від острова Ваньє, що лежить на північ, Мессі відокремлює протока Пірс шириною 2 км, від острова Батерст — затока Ерскін, від острова Мелвілл, що лежить на захід — протока Байам-Мартін шириною 41 км, від розташованого південніше острова Алегзандер — протока Боєр (Boyer Strait). Біля південно-західного узбережжя острова лежить невеликий острів Марк (56 км²).